# Північноамериканський план нумерації
Північноамериканський план нумерації (NANP) — це план нумерації телефонів для світової зони 1, який включає двадцять п'ять окремих регіонів у двадцяти країнах, насамперед у Північній Америці, включаючи Кариби. Однак, деякі країни Північної Америки, наприклад, Мексика, не беруть участі в NANP.
NANP спочатку був розроблений компанією "AT&T" у 1940-х роках для телефонної системи "Bell" та незалежних телефонних операторів у Північній Америці для уніфікації різноманітних локальних планів нумерації, які були створені за попередні десятиліття. «AT&T» продовжувала керувати планом нумерації до розпаду системи "Bell", коли управління було делеговане адміністратору Північноамериканського плану нумерації (NANPA). Кожна країна-учасниця формує регуляторний орган, який здійснює контроль над місцевими ресурсами нумерації. Федеральна комісія з питань зв'язку (FCC) також виконує функцію регулятора США. Канадські рішення про нумерацію приймаються Канадським консорціумом з питань нумерації.
NANP поділяє території своїх членів на райони плану нумерації (NPA), які кодуються числами з тризначним префіксом телефонного номера, який зазвичай називають кодом зони. Кожному телефону призначається семизначний телефонний номер, унікальний лише у межах відповідної зони плану. Телефонний номер складається з тризначного коду АТС та чотиризначного номера станції.
Поєднання коду місцевості та телефонного номера служить адресою маршрутизації призначення в телефонній мережі загальнодоступної комутованої мережі (PSTN). Для міжнародної маршрутизації дзвінків Міжнародний союз електрозв'язку (ITU) надала NANP міжнародний код виклику 1. Північноамериканський план нумерації відповідає Рекомендації МСЕ E.164, яка встановлює міжнародну систему нумерації.

## Історія
З початку свого існування у 1876 р. та упродовж першої половини 20 століття компанія «Bell System»  розвивалася  переважно з місцевих чи регіональних телефонних систем. Ці системи розширилися за рахунок збільшення кількості абонентів, а також розширення зони їх обслуговування шляхом впровадження додаткових АТС, які були з’єднані міжкомутаторними лініями. Кожна місцева адміністрація відповідала за розробку планів нумерації телефонів, які відповідали б місцевим вимогам. В результаті система "Bell" в цілому переросла в неорганізовану систему, що складається з безлічі різних локальних систем нумерації.
Різноманітність перешкоджала ефективній роботі та об’єднанню АТС у загальнодержавну систему міжміського телефонного зв'язку. До 1940-х років система "Bell" мала на меті уніфікувати різні існуючі плани нумерації, щоб забезпечити єдиний, систематичний підхід до маршрутизації телефонних дзвінків по всій країні та забезпечити ефективне міжміське обслуговування, яке врешті-решт не вимагало залучення операторів комутатора.
Новий загальнонаціональний план нумерації був офіційно опублікований у жовтні 1947 року у співпраці системи "Bell" з незалежними операторами телефонів. План розділив більшу частину Північної Америки на вісімдесят шість районів плану нумерації (NPA). Кожному NPA було присвоєно унікальний тризначний код, який зазвичай називається кодом NPA або просто кодом міста. Ці коди були вперше використані операторами міжміських операторів під час набору номерів для встановлення дзвінків між платними службами.
Перший прямий дзвінок, здійснений за допомогою клієнтів, здійснений 10 листопада 1951 року з Інглвуда, штат Нью-Джерсі, до міста Аламіда, штат Каліфорнія. Згодом у країні було запроваджено прямий телефонний набір (DDD). До початку 1960-х років більшість регіонів системи "Bell" були перетворені, і DDD став звичайним явищем у більшості міст США та Канади. До 1967 року кількість присвоєних кодів районів зросла до 129. Стан мережі 1960-х років був відображений у новій назві, що використовується у технічній документації: Північноамериканська інтегрована мережа. У 1975 р. план нумерації був названий Північноамериканським планом нумерації, що призвело до відомої абревіатури NANP.

### Іноземна експансія
Хоча Бермудським островам та Карибам був присвоєний код міста 809 ще в 1958 році адміністраторами "AT&T", окремі країни-учасниці не мали автономії щодо свого плану нумерації, оскільки вони отримували централізовані префікси АТС, які мали б бути унікальними від інших країн з таким самим кодом міста. Регіонам в Мексиці з великим об'ємом викликів в/з США були присвоєні коди функціональних зон ще в 1963 році з метою маршрутизації викликів, але загальнонаціональна система участі в NANP в кінцевому підсумку зазнала невдачі. У наступні десятиліття NANP розширився, включивши всі Сполучені Штати та її території, Канаду, Бермуди та сімнадцять країн Карибського басейну. За запитом Британського колоніального управління план нумерації був спочатку розширено до Бермудських островів і Британської Вест-Індії.
Не всі держави Північної Америки беруть участь у NANP. Виняток становлять Мексика, Гренландія, Сен-П'єр і Мікелон, країни Центральної Америки та деякі країни Карибського басейну (Куба, Гаїті, Французькі Антильські острови та Карибські Нідерланди, за винятком Сінт-Мартена, де використовується код міста 721). Єдиною іспаномовною державою в системі є Домініканська Республіка. Була запланована участь Мексики, але реалізація припинилася після призначення трьох кодів районів (706, 903 та 905), і Мексика обрала міжнародний формат нумерації, використовуючи код країни 52.
Коди районів, які використовувались, згодом були вилучені у 1991 році. Код міста 905, який раніше використовувався для Мехіко, був поділений з кодом 416 у районі Великого Торонто; код міста 706, який раніше служив мексиканському півострову Каліфорнія, був перепризначений частині північної Джорджії, що оточує регіон Атланти, де зберігся код 404; і код міста 903, який обслуговував невелику частину північної Мексики, був перепризначений до північно-східного Техасу, коли він відокремився від коду 214.
Територія Сінт-Мартен приєдналася до NAP у вересні 2011 року, отримавши код міста 721. Сінт-Мартен поділяє острів із французькою спільнотою Сен-Мартен, який, як і решта французького Карибського басейну, не є частиною NANP.

## Адміністрація
NANP керується адміністратором Північноамериканського плану нумерації (NANPA, раніше адміністрація). Ця функція контролюється Федеральною комісією з питань зв'язку, яка взяла на себе відповідальність після розпаду системи "Bell", а FCC вимагає заключення контрактів з приватним сектором на роль адміністратора. До розпаду системи "Bell" адміністрування Північноамериканського плану нумерації здійснювала Центральна організація обслуговування "AT&T". У 1984 році цю функцію було передано "Bell Communications Research" ("Bellcore"), компанії, створеної відповідно до доручення про продаж, для надання послуг щойно створеним операторам місцевого телефонного зв'язку. 19 січня 1998 року функція NANPA була передана підрозділу IMS компанії "Lockheed Martin" в Вашингтоні, округ Колумбія . У 1999 році контракт був укладений з Neustar, компанією, що відділилась для цієї мети від Lockheed. У 2004 році, а потім в 2012 році контракт був продовжений. 1 січня 2019 року компанія «Somos, Inc.» взяла на себе функцію NANPA відповідно до однорічного проміжного контракту, наданого FCC з метою консолідації функції NANPA з адміністратором пулу та визначення довгострокового власника контракту. 1 грудня 2020 року «Somos, Inc.» підписав контракт на 76 мільйонів доларів строком на вісім років.

## План нумерації
Баченням та метою розробників Північноамериканського плану нумерації була система, за допомогою якої телефонні абоненти у Сполучених Штатах та Канаді могли самі набирати номер та здійснювати телефонний дзвінок будь-якому іншому абоненту без допомоги операторів комутатора. Хоча це вимагало розширення більшості існуючих локальних планів нумерації, багато з яких вимагали набору лише чотирьох або п’яти цифр, або навіть менше у невеликих громадах, план був розроблений, щоб дозволити місцевим телефонним компаніям внести якомога менше змін у свої системи.

### Нумерація територій та АТС
Новий план нумерації поділив північноамериканський континент на регіональні зони обслуговування, які називаються зонами плану нумерації (NPA), насамперед слідуючи юрисдикційним кордонам штатів США та провінцій Канади. Штати або провінції можна розділити на кілька областей. NPA були створені відповідно до принципів, які, як вважається, забезпечують максимальне розуміння клієнтів та мінімізують зусилля при наборі номера, одночасно знижуючи витрати на обладання. Кожен NPA був ідентифікований унікальним тризначним кодовим номером, який передує місцевим телефонним номерам. Якщо адресат виклику знаходився в межах однієї зони плану нумерації, набирати код міста було не потрібно. Існуючі АТС стали місцевими центрами обміну в загальнодержавній системі, кожному з яких також було присвоєно тризначний номер, унікальний у межах свого NPA. Комбінація коду NPA та коду АТС служила кодом маршрутизації пункту призначення для використання операторами та абонентами для досягнення будь-якої АТС через комутаційну мережу. Через структуру плану нумерації кожен NPA був технічно обмежений 540 АТС.
Хоча обмеження в 540 АТС вимагало, щоб найбільш густонаселені штати були розділені на кілька NPA, це не було причиною для поділу штату. Важливим аспектом стала існуюча інфраструктура маршрутизації викликів, яка розвивалася в попередні десятиліття незалежно від державних кордонів. Підрозділи також намагалися уникнути перетину через завантажені маршрути платного руху, так що більшість платних трафіків залишалися в межах певної зони, а вихідний трафік в одній зоні не був би притоком до платних служб у сусідній зоні. В результаті штат Нью-Йорк спочатку був поділений на п’ять областей, більше ніж інші штати. Іллінойс, Огайо, Пенсільванія та Техас отримали по чотири NPA кожен, а Каліфорнія, Айова та Мічиган отримали по три. Вісім штатів і провінцій були розділені на два NPA.
Традиційно системи комутації АТС були розроблені для обслуговування до десяти тисяч абонентських номерів. Таким чином, абонентам були призначені чотиризначні номери ліній або станцій. Загальна кількість цифр у телефонному номері абонента була округлена до десяти: тризначний код міста, тризначний код АТС та чотири цифри для кожної лінії. Це визначило Північноамериканський план нумерації як закритий план нумерації, на відміну від деяких інших країн, де кількість цифр не була фіксованою. Однак, закритий план нумерації не вимагав від абонента набору всіх цифр. При здійсненні місцевого дзвінка або виклику в межах зони їх нумерації код міста пропускався, що призвело до семизначного набору. Десятизначний набір номера був необхідний лише при здійсненні дзвінків з іноземної зони абонентам в іншій державі або зоні плану нумерації. Винятки існували для спільнот, розташованих на кордонах NPA, так що однаковий місцевий набір номера все ще був можливий в історично сформованих спільнотах.

### Початкова система нумерації
У 1947 році "AT&T" завершила новий проект загальнонаціональної платної мережі, який встановив оригінальні коди регіонів Північної Америки. Нова організація передбачала 152 коди районів, кожен з яких може обслуговувати до 540 АТС. Спочатку було призначено лише вісімдесят шість кодів районів. Нью-Джерсі отримав перший код NPA в новій системі, код міста 201. Другий код міста, 202, був присвоєний округу Колумбія. Розподіл кодів районів було скориговано ще в 1948 р., щоб виправити недоліки в деяких столичних районах, наприклад, область 317 плану нумерації Індіани була поділена, щоб забезпечити більший пул нумерації в передмісті Індіани в Чикаго (код міста 219). Спочатку державам, розділеним на декілька областей плану нумерації, призначалися коди районів з цифрою 1 у другій позиції, тоді як області, які складалися з цілих штатів чи провінцій, отримували коди з 0 як середньою цифрою. Це правило було порушено на початку 1950-х років, оскільки NPA з цифрою 0 посередині довелося розділити, але до 1995 року всі присвоєні коди регіонів мали лише цифри 0 та 1 у цій позиції.
Вісім кодів форми N11 (N = 2–9) були зарезервовані як коди послуг. Легко впізнавані коди форми N00 були в плані нумерації, але спочатку не були включені до призначення. Пізніше для інших послуг були призначені додаткові шаблони кодів районів; наприклад, коди регіонів N10 були реалізовані для служби обміну телетайпами (TWX).

### Коди АТС
Десятиліттями вже було поширеною практикою, що цифри 0 та 1 не можуть з’являтися у перших двох цифрах кодів АТС, оскільки цим цифрам не призначалися літери. Цифра 0 використовувалася для допомоги оператору, а 1 автоматично ігнорується більшістю комутаційного обладнання того часу. Тому правило 0/1 для коду місцевості надало зручний спосіб відрізнити семизначний набір від десятизначного.
Використання назв телефонних станцій як частин телефонних номерів було усталеною практикою, і це було збережено для зручності та доцільності в новому дизайні мережі. Переклади з цифр на літеру були надруковані на лицьовій стороні кожного поворотного циферблата у столичних районах згідно зі схемою, розробленою  Блавельтом у 1917 році, і використовувалися в системі «Bell» у мегаполісах з початку 1920-х років. Реорганізація мережі стандартизувала цю систему, використовуючи дволітерне, п’ятизначне (2L-5N) представлення телефонних номерів на більшості АТС у Північній Америці, або використовуючи еквівалентні загальноцифрові семизначні плани нумерації, як практикувалося деякими телефонними компаніями.

### Дзвінки на всі номери
За прогнозами, початковий план 1947 р. може бути використаний і після 2000 р. Обмеження щодо використання провідних цифр коду АТС, накладені шляхом використання загальних назв для АТС, а також їх два провідні символи як орієнтирів для набору номерів клієнтів, більше не можна було зберегти при відкритті нових АТС. До 1962 р. було передбачено, що в 1985 р. кількість телефонів у країні дорівнюватиме її населенню в 280 млн. осіб, а в 2000 р. збільшиться до 600 млн. телефонів на 340 млн. осіб. Як наслідок, телефонні адміністрації Північної Америки вперше ввели комбінації літер та запровадили виклик усіх номерів (ANC).
При виклику всіх номерів, вперше введеному в 1958 році, кількість префіксів АТС збільшилася потенційно з 540 до 800, але перші дві цифри коду АТС все ще були обмежені діапазоном від 2 до 9, а вісім комбінацій, що закінчуються на 11, були зарезервовані як спеціальні телефонні коди. Це збільшило пул нумерації кодів АТС до 640 і призвів до поділу префіксного простору (000—999) відповідно до таблиці праворуч:
| Розбиття префіксів NANP під виклик на всі номери     | Розбиття префіксів NANP під виклик на всі номери         | Розбиття префіксів NANP під виклик на всі номери         | Розбиття префіксів NANP під виклик на всі номери         |
| ---------------------------------------------------- | -------------------------------------------------------- | -------------------------------------------------------- | -------------------------------------------------------- |
| 000 — 099                                            | Було використано ці 200 кодів як платні та системні коди | Було використано ці 200 кодів як платні та системні коди | Було використано ці 200 кодів як платні та системні коди |
| 100 — 199                                            |                                                          |                                                          |                                                          |
| територія коди                                       | коди обслуговування                                      | територія коди                                           | коди АТС                                                 |
| 200 — 210                                            | 211                                                      | 212 — 219                                                | 220 — 299                                                |
| 300 — 310                                            | 311                                                      | 312 — 319                                                | 320 — 399                                                |
| 400 — 410                                            | 411                                                      | 412 — 419                                                | 420 — 499                                                |
| 500 — 510                                            | 511                                                      | 512 — 519                                                | 520 — 599                                                |
| 600 — 610                                            | 611                                                      | 612 — 619                                                | 620 — 699                                                |
| 700 — 710                                            | 711                                                      | 712 — 719                                                | 720 — 799                                                |
| 800 — 810                                            | 811                                                      | 812 — 819                                                | 820 — 899                                                |
| 900 — 910                                            | 911                                                      | 912 — 919                                                | 920 — 999                                                |
| 152 кодів районів 8 спеціальних кодів обслуговування | 152 кодів районів 8 спеціальних кодів обслуговування     | 152 кодів районів 8 спеціальних кодів обслуговування     | 640 кодів країни                                         |

### Змінні коди АТС
Оскільки план нумерації зростав у 1960-х роках під час викликів усіх номерів, адміністратори плану в "AT&T" визначили це в 1973 р., що деякі з найбільших кодів районів у міських центрах можуть закінчитися префікси АТС. У цих випадках було остаточно знято вимогу, що середня цифра коду АТС не може бути 0 або 1. Це призвело до формату взаємозамінних кодів АТС, NXX, де N = 2–9, а X - будь-яка цифра. Першими містами, які вимагали цього в 1974 році, були міста Лос-Анджелес (з кодом міста 213) та Нью-Йорк (212). Ця зміна також зажадала модифікації місцевих процедур набору номера, щоб відрізняти місцевий виклик від міжміських викликів за допомогою коду міста.
Вимога набору 1 перед повним номером у деяких областях, передбачена кодами районів форми N10, наприклад, 210 у Сан-Антоніо, Техас та 410 у східному Меріленді. Тому, хто дзвонить з Сан-Хосе, Каліфорнія до Лос-Анджелеса до зміни набрав би номер 213-555-0123 і після зміни 1-213-555-0123, що дозволило використовувати 213 як префікс для обміну в Сан-Хосе. 1 також ідеально вказує на міжміський виклик, однак, це є непослідовним у NANP, оскільки Федеральна комісія зв’язків США передала державним комісіям комунального господарства США регулювання використання традиційних стаціонарних телефонів, і з тих пір воно стало спірним для мобільних телефонів та цифрових послуг VoIP, які зараз пропонують загальнонаціональні дзвінки без зайвих цифр.

### Змінні коди NPA
У 1995 р. адміністратор Північноамериканського плану нумерації скасував вимогу, що середня цифра коду міста повинна бути або 0 або 1, впроваджуючи повністю взаємозамінні коди NPA та коди АТС.

### Сучасний план
Формат нумерації NANP можна підсумувати у позначенні NPA-NXX-XXXX:
| Компонент | Назва                      | Числові діапазони | Примітки |
| --------- | -------------------------- | --- | --- |
| NPA       | Код району плану нумерації | Допустимі діапазони: [2–9] для першої цифри та [0-9] для другої та третьої цифр. Якщо друга і третя цифри коду міста однакові, цей код називається легко впізнаваним кодом (ERC). ERC призначають спеціальним службам; наприклад, 800 за безкоштовну послугу. NANP не призначає коди районів з 9 як другу цифру. | Охоплює Канаду, США, частини Карибського моря, а також деякі атлантичні та тихоокеанські острови. Код міста часто укладається в дужки. |
| NXX       | Код АТС                    | Допустимі діапазони: [2–9] для першої цифри та [0–9] як для другої, так і для третьої цифр (однак у географічних кодах районів третя цифра обміну не може бути 1, якщо друга цифра також 1) . Крім того, 988 зарезервований у Сполучених Штатах як тризначний код для Національної лінії запобігання самогубствам. Канада оголосила про план переходу найближчим часом на 988 як національний номер для власних гарячих ліній по запобіганню самогубствам. | Код АТС: У межах NPA унікальний тризначний код.                                                                                        |
| XXXX      | Номер рядка                | [0–9] для кожної з чотирьох цифр. | У АТС є унікальний чотиризначний номер, який також називається кодом станції.                                                          |

Наприклад, 234-235-5678 - це дійсний номер телефону з кодом міста 234, префіксом АТС 235 та номером рядка 5678. Номер 234-911-5678 недійсний, оскільки код АТС не повинен бути форми N11. 314-159-2653 є недійсним, оскільки офісний код не повинен починатися з 1. 123-234-5678 є недійсним, оскільки NPA не повинен починатися з 0 або 1.
Кожен тризначний код міста розрахований на 7 919 900 телефонних номерів (7 918 900 у США).
- Цифра N в NXX обмежена цифрами 2 - 9.
- Щоб уникнути  плутанини з кодами N11, останні дві цифри NXX не можуть бути одночасно 1. Крім того, щоб уникнути плутанини з новим стандартним кодом США для     гарячих ліній по запобігання самогубствам, NXX не може бути 988 у США, якщо немає 10-значного набору номера.
- Незважаючи на широке поширення вигаданих телефонних номерів форми NPA 555-XXXX, лише блок номерів рядків з 0100 по 0199 спеціально зарезервований для цієї     мети, залишаючи решту недоступними для призначення.
- У багатьох областях плану нумерації кілька префіксів АТС NXX, як правило, не призначаються: ті, що ідентичні кодам місцевої зони, сусідні внутрішні коди районів, коди регіонів, зарезервовані для майбутнього надання допомоги поблизу, коди промислових випробувань (зазвичай 958 і 959) і спеціальні сервісні коди (наприклад, 950 і 976).

Використання 0 або 1 в якості першої цифри коду міста або семизначного місцевого номера неприпустимо, як і 9 в якості середньої цифри коду міста; це префікси сполучних ліній або зарезервовані для розширення Північноамериканського плану нумерації.
Телефонний код країни для всіх країн-учасниць NANP - 1. У міжнародному форматі номер телефону NANP вказано як +19995550100, де 999 позначає код міста.

### Міжнародний набір номера
Незважаючи на те, що національний план нумерації NANP був розроблений як 10-значний закритий план, міжнародний прямий набір номерів (IDDD) був здійснений шляхом значних змін у системах комутації, щоб забезпечити відкритий міжнародний план нумерації телефонних номерів від семи до дванадцяти цифр. 

## Розширення
У Канаді та Сполучених Штатах спостерігається швидке зростання кількості телефонних кодів, особливо в період з 1990 по 2005 рр. Використання факсу, модему та мобільного зв’язку, а також дерегуляція місцевих телекомунікаційних послуг у США у середині 1990-х років збільшив попит на телефонні номери.
Федеральна комісія з питань зв'язку дозволила телекомунікаційним компаніям конкурувати з чинними місцевими операторами зв’язку за послуги, як правило, змушуючи єдиного існуючого постачальника послуг здавати інфраструктуру в оренду іншим місцевим провайдерам. Через оригінальну схему плану нумерації та телефонну комутаційну мережу, яка передбачала лише одного провайдера, розподіл номерів доводилося здійснювати у блоках з 10 000 номерів, навіть якщо для кожного нового постачальника потрібно набагато менше номерів. Через збільшення кількості постачальників послуг у деяких областях плану нумерації багато кодів районів опинилися під загрозою. Блоки номерів, від яких відмовилися постачальники послуг, часто залишалися невикористаними, оскільки не існувало регулюючого механізму для повернення і перепризначення цих номерів.
Коди областей додаються двома основними способами: поділом територій і планами накладення. Поділ було реалізовано шляхом поділу території на дві або більше областей, одна з яких зберегла існуючий код, а інші - тримали новий код. Під час накладення - кілька кодів призначаються одній і тій же географічній території, що усуває необхідність в зміні нумерації існуючих послуг.
Були використані також незначні варіанти цих методів, такі як спеціальні накладання, в яких новий код зарезервований для певного типу послуг, таких як стільникові телефони та пейджери, в яких частина територія зберігає єдиний код, тоді як решта регіону отримала код накладання. Єдиним накладанням у NANP для конкретного сервісу був код міста 917 (Нью-Йорк), коли він був вперше встановлений; такі призначення спеціальних кодів районів були пізніше заборонені Федеральною комісією з питань зв'язку.
Більшість кодів району форми N10, спочатку зарезервованих для служби TWX AT&T, були передані Western Union у 1969 році та звільнені від іншого використання у 1981 році після завершення переходу на послугу Telex II. Останній з них, 610, був призначений Канаді, але перепризначений у 1992 році. Ці нові коди районів, а також кілька інших кодів, що використовуються для маршрутизації дзвінків до Мексики, були використані для поділу телефонного коду місцевості наприкінці 1980-х - на початку 1990-х років, оскільки всі інші коди районів за початковим планом були використані.
Після того, як решта діючих кодів міст були використані шляхом розширення, у 1995 р. стрімке зростання потреби у більшій кількості кодів районів змусило NANPA дозволити використовувати цифри від 2 до 8 як середню цифру в нових присвоєннях кодів районів, де 9 - це зарезервований як останній засіб для потенційного розширення в майбутньому. У той же час місцевим АТС дозволялося використовувати 1 або 0 як середню цифру. Першими кодами міста без 1 або 0 як середньої цифри були код міста 334 в Алабамі та код міста 360 у Вашингтоні, які почали обслуговуватися з 15 січня 1995 р. Після цього швидко з’явився код міста 520, який обслуговував Аризону 19 березня 1995р. Коди, що закінчуються двозначними цифрами, зарезервовані як легко розпізнавані коди (ERC), які будуть використовуватися для спеціальних цілей, таких як безкоштовні номери, особисті номери 500, канадський негеографічний код зони 600, номера 700 для конкретних операторів, 900 - високоприбуткові номера. 
До 1995 року багато міст в Сполучених Штатах і Канаді мали більше одного коду зони, або через поділ міста на різні райони (поділ NPA), або через наявність кількох кодів для однієї і тієї ж області (накладання NPA). Метод накладання вимагає, щоб код міста набирався у всіх випадках, навіть для місцевих викликів, в той час як план поділу може дозволяти семизначний набір в межах однієї і тієї ж області. Атланта була першим американським містом, яке вимагало обов’язкового десятицифрового набору номера по всій столичній зоні, що приблизно збігається з літніми Олімпійськими іграми 1996 року, які проходили там. Атланта була використана в якості тестового прикладу не тільки через її розміри, а й тому, що вона мала найбільшу на той час волоконно-оптичну мережу у світі, в п’ять разів більшу за мережу Нью-Йорка, і тут знаходилася американська телекомунікаційна холдингова компанія "BellSouth" (нині частина "AT&T"), потім Південно-Східна регіональна операційна компанія "Bell", з виробництвом волоконно-оптичної мережі "AT&T" у місті.

### Проблеми з розширенням
Залежно від методів, що використовуються для розширення коду місцевості, вплив на користувачів телефонів змінюється. У областях, де використовувалося накладання, це, як правило, дозволяє уникнути необхідності перетворення телефонних номерів, тому існуючі каталоги, записи підприємств, бланки, візитки, реклама та налаштування "швидкого набору" можуть зберігати ті самі телефонні номери. Основний вплив на користувачів телефонів полягає в необхідності запам'ятовування та набору 10- або 11-значних номерів, коли раніше був дозволений лише 7-значний набір. Поділ замість накладання дозволяє уникнути вимоги щодо обов’язкового набору коду зони, але за рахунок необхідності конвертувати регіон у новий код. На додаток до вимог поновлення записів і каталогів для розміщення нових номерів, для ефективного перетворення потрібен період «дозвільного набору», протягом якого дозволяється працювати як новому, так і старому коду. Крім того, поділ пов'язаний зі значними технічними проблемами, особливо коли поділ зон відбувався за межами кордонів, відмінних від підрозділів телефонної мережі.
У 1998 році код міста 612, який охоплював міста-побратими Міннеаполіс - Сент-Пол, був розділений, щоб створити код міста 651 для Сент-Пола та східної столичної території. Комісія з комунальних послуг Міннесоти доручила, щоб новий кордон точно дотримувався муніципальних кордонів, які відрізнялися від кордонів телефонних станцій, і щоб усі абоненти зберігали свої 7-значні номери. Ці дві мети прямо суперечили причині поділу, а саме: надати додаткові номери телефонів. Більше 40 АТС мали територію, яка перетинала новий кордон. В результаті префікси були продубльовані в обох кодах зони, що в значній мірі нейтралізувало переваги поділу: тільки 200 з 700 префіксів в зоні 612 повністю перемістилися в зону 651. Менш ніж через два роки код зони 612 знову вичерпав свої запаси - телефонні номери, і потрібен був тристоронній поділ в 2000 році, створивши нові коди міст 763 і 952. Знову ж, поділ слідував за політичними кордонами, що призвело до появи додаткових префіксів поділу; кілька цифр змінилися з 612 до 651, а потім до 763 менше ніж за два роки.
| Поширені методи набору номера | Поширені методи набору номера | Поширені методи набору номера                 |
| ----------------------------- | ----------------------------- | --------------------------------------------- |
| 7-значний набір номера        | NXX xxxx                      | Код NPA не потрібен                           |
| 10-значний набір номера       | NPA NXX xxxx                  |                                               |
| 11-значний набір номера       | 1 NPA NXX xxxx                | 1-префікс магістралі NANP для міжміських схем |

### Зменшення темпу розширення
Визнаючи, що розповсюдження кодів районів багато в чому було зумовлене актом про дерегуляцію телекомунікацій та розподілом номерів у блоках по 10 000, FCC доручила NANPA, яка до того часу керувала Neustar, зменшити дефіцит нумерації. В результаті в 2001 році була проведена апробація об'єднання номерів в якості системи розподілу місцевих номерів операторам зв'язку блоками по 1000, а не по 10 000. Через тодішнє проектування комутованої телефонної мережі це було серйозною технічною перешкодою. Об'єднання номерів було реалізовано з іншою технічною перешкодою - переносом місцевих номерів.
Програма була реалізована у більшій частині США державними регуляторами.В деяких містах також реалізована консолідація тарифних центрів; як наслідок, деяку кількість тарифних центрів змусило до більш ефективного використання номерів, оскільки оператори зв'язку резервують блоки по 1000 або 10 000 номерів у кожному з декількох тарифних центрів в одному районі, навіть якщо у них відносно мало клієнтів в цьому районі. (Тарифний центр - це географічна область, що використовується місцевим оператором обміну (LEC) для визначення меж місцевих дзвінків, виставлення рахунків та призначення телефонних номерів. Зазвичай дзвінок в середині тарифного центру є місцевим, тоді як дзвінок з одного тарифного центру на інший це міжміський виклик). Разом з агресивним вилученням невикористаних блоків номерів від провайдерів зв'язку, об'єднання номерів зменшило потребу в додаткових кодах районів.
У Канаді немає об’єднання номерів. Розподіл номерів залишається вкрай неефективним, оскільки навіть найменший населений пункт є тарифним центром, і кожному конкурентоспроможному місцевому обмінному оператору призначаються блоки з десяти тисяч номерів у кожному місці, де він пропонує нову місцеву послугу. 

### Нові коди районів за межами США та Канади
До 1995 року всі країни та території NANP за межами території США, Аляски, Гаваїв та Канади користувалися кодом міста 809. Це включало Пуерто-Рико та Віргінські острови США. З тих пір кожному призначено одну або кілька окремих областей плану нумерації; код міста 809 тепер обслуговується виключно Домініканською Республікою (поряд з кодами районів 829 і 849). Тихоокеанські території Сполучених Штатів, такі як Північні Маріанські острови і Гуам, приєдналися до NANP в 1997 році, а Американське Самоа став членом NANP в жовтні 2004 року. Спочатку планувалося, що голландське володіння Сінт-Мартен приєднається до NANP 31 травня 2010 року, але перехід був відкладений до 30 вересня 2011 року.
| Бермудські острови          | до 1995: обслуговується за кодом міста 809                              | 1995: присвоєно код міста 441                                   |
| Пуерто Ріко                 | до 1996: обслуговувався за кодом міста 809                              | 1996: присвоєно код міста 787 2001: накладено з кодом міста 939 |
| Віргінські острови США      | до 1997: обслуговувався за кодом міста 809                              | 1997: присвоєно код міста 340                                   |
| Північні Маріанські острови | до 1997: отримано через IDDD, використовуючи код країни 670             | 1997: присвоєно код міста 670                                   |
| Гуам                        | до 1997: отримано через IDDD, використовуючи код країни 671             | 1997: присвоєно код міста 671                                   |
| Американське Самоа          | до 1 жовтня 2004 року: отримано через IDDD за допомогою коду країни 684 | 2004: присвоєно код міста 684                                   |
| Сент -Мартен                | до 30 вересня 2011 р .: отримано через IDDD за кодом країни 599         | 2011: присвоєно код міста 721                                   |

### Розширення номера
За оцінками повного аналізу NANP, існуючої системи нумерації достатньо і після 2049 року, виходячи з припущення, що максимум 674 NPA продовжують бути доступними, і що в середньому потрібно 3990 кодів АТС на рік. У разі вичерпання обговорюються різні плани щодо розширення плану нумерації. Один з варіантів - додати цифру 1 або 0 або на початку, або в кінці коду міста, або додати до префіксу до семизначного номера абонента. Це вимагатиме одинадцятизначного набору номера навіть для місцевих дзвінків між будь-якими двома номерами NANP. Інша пропозиція вводить цифру 9 у код міста у форматі x9xx, так, наприклад, 415 у Сан-Франциско стане 4915. Інші пропозиції включають перерозподіл блоків номерів, призначених меншим міжміським операторам, або невикористані зарезервовані послуги.

## Країни та території
З усіх штатів або територій, штат Каліфорнія США має найбільшу кількість присвоєних кодів районів, далі йдуть Техас, Флорида та Нью-Йорк, тоді як більшість країн Карибського басейну використовують лише один. Багато кодів Карибського басейну були присвоєні на основі алфавітних скорочень назви території, як зазначено у третьому стовпці наступної таблиці (Літерний код). Для деяких островів Тихого океану код зони NANPA збігається з кодом країни, дія якого була припинена після членства в NANP.
| Країна/територія                | Коди районів                           | Літерний код |
| ------------------------------- | -------------------------------------- | ------------ |
| Американське Самоа              | 684*                                   |              |
| Ангілья                         | 264                                    | ANG          |
| Антигуа і Барбуда               | 268                                    | ANT          |
| Багамські острови               | 242                                    | BHA          |
| Барбадос                        | 246                                    | BIM          |
| Бермудські острови              | 441                                    |              |
| Британські Віргінські острови   | 284                                    | BVI          |
| Канада                          | 204, 226, ...905                       |              |
| Кайманові острови               | 345                                    |              |
| Домініка                        | 767                                    | ROS (Розо)   |
| Домініканська республіка        | 809, 829, 849                          |              |
| Гренада                         | 473                                    | GRE          |
| Гуам                            | 671*                                   |              |
| Ямайка                          | 876, 658                               |              |
| Монтсеррат                      | 664                                    |              |
| Північні Маріанські острови     | 670*                                   |              |
| Пуерто-Рико                     | 787, 939                               | PUR (787)    |
| Сент-Кіттс і Невіс              | 869                                    |              |
| Сент -Люсія                     | 758                                    | SLU          |
| Сент-Вінсент і Гренадини        | 784                                    | SVG          |
| Сент-Мартен                     | 721                                    |              |
| Тринідад і Тобаго               | 868                                    | TNT          |
| Острови Теркс і Кайкос          | 649                                    |              |
| Сполучені Штати                 | 201,202, ...989                        |              |
| Американські Віргінські острови | 340                                    |              |
|                                 | * так само, як і попередній код країни |              |

Членство в NANP дає значні переваги країнам, що знаходяться поблизу від США і Канади. Обидві країни також створюють більшу частину туристичного бізнесу в Карибському басейні. Цьому сприяє інтеграція з використанням одних і тих же процедур набору номера без міжнародних кодів доступу і безкоштовної телефонної системи NANP, оскільки підприємства в усіх країнах - членах мають право брати участь.

## Процедури набору номера
Структура Північноамериканського плану нумерації дозволяє впроваджувати місцеві плани набору номера в кожній області планування, залежно від вимог. Якщо декілька кодів NPA обслуговують область по схемі накладання, потрібен десятизначний (10D) набір. Семизначний (7D) набір може бути допустимим у районах з єдиними кодами районів. Залежно від вимоги попередження про оплату, може знадобитися додавання телефонному номеру префікс 1. NANPA публікує інформацію тарифного плану для окремих кодів районів.
Стандартні тарифні плани в більшості випадків такі:
|                                                      | Місцевий код міста | Локальний код за межами міста | Плата в межах коду міста | Плата за межами коду міста |
| ---------------------------------------------------- | ------------------ | ----------------------------- | ------------------------ | -------------------------- |
| Єдина зона коду з попередженням про плату            | 7D або 10D         | 7D або 10D                    | 1+10D                    | 1+10D                      |
| Єдина область коду, без повідомлення про плату       | 7D або 10D         | 1+10D                         | 7D або 10D               | 1+10D                      |
| Область, що накладається, з попередженням про плату  | 10D                | 10D                           | 1+10D                    | 1+10D                      |
| Область, що накладається, без попередження про плату | 10D                | 1+10D                         | 10D                      | 1+10D                      |

Кількість набраних цифр не пов'язана з місцевим викликом або міжміським викликом, коли немає оповіщення про міжміський дзвінок. Більшість районів дозволяють місцеві дзвінки як 1+10D, за винятком Техасу, Джорджії та деяких юрисдикцій Канади, які вимагають, щоб абоненти стаціонарних телефонів знали, які номери є місцевими, а які - платними, набираючи 10D для місцевих дзвінків та 1+10D для всіх дзвінків. Майже у всіх випадках внутрішні дзвінки за допомогою оператора набираються 0+10D.

### Спеціальні номери та коди
Деякі поширені спеціальні номери в системі Північної Америки:
- 0 - Допомога оператора
- 00 - Допомога оператора міжміського сполучення (раніше 2-1-1)
- 011[en] - Міжнародний код доступу за допомогою прямого набору номера (для всіх пунктів призначення поза NANP).
- 01 - Міжнародний код доступу за допомогою допомоги оператора (для всіх пунктів призначення поза NANP).
- 101-xxxx-використовується для вибору використання альтернативного міжміського перевізника
- 211[en] - Інформація про місцеві громади чи соціальні послуги (у деяких містах)
- 311[en] - Міська влада
- 411[en] - Послуга місцевого телефонного довідника (Деякі телефонні компанії надають допомогу в національному каталозі)
- 511[en] - Інформація про дорожній рух, шляхи та туристів
- 611[en] - Послуги з ремонту телефонної лінії (раніше 4104), обслуговування клієнтів оператора бездротового зв'язку (раніше 811).
- 711[en] - Служба ретрансляції для клієнтів з порушеннями слуху або мови
- 811[en] - Послуги локального комунального обслуговування (США), невідкладні послуги телемедицини/телеперевезень у Канаді (колишній офіс телефонної компанії)
- 911 - Номер телефону екстреної допомоги - пожежна служба, швидка медична допомога, поліція
- 988[en] - Національна лінія запобігання самогубствам (США).[25]
- 950-xxxx - код групи функцій для доступу до оператора зв'язку з неабонентского розташування. Ця функція вимагає, щоб клієнт набрав номер 950-хххх і ввів номер телефонної картки та номер телефону призначення. Спочатку він використовувався для місць, де набір номера 101-хххх був неможливий.
- 958-хххх (місцевий); 959-xxxx (міжміські відстані) - номера заводських випробувань, такі як автоматичні схеми оголошення номерів.
- 1-NPA-555-1212 - Інформація не із локального каталогу (Канада та США)

Існують також спеціальні коди, такі як:
- *51 та 1151: історія дзвінків без відповіді на номер телефону, корисна для тих, хто не є абонентом ідентифікатора абонента.
- *57 та 1157: використовується для відстеження переслідувань, погроз, образливих, непристойних телефонних дзвінків, а також для збереження результатів відстеження у телефонній компанії.
- *66 та 1166: для продовження повторної спроби підключення до зайнятої лінії
- *67 та 1167: блокування ідентифікатора абонента
- *69 та 1169: абонент може натиснути «1», щоб передзвонити після того, як почує номер
- * 70 и 1170: скасування очікування виклику для кожного виклику
- *71 і 1171: тристоронній дзвінок, який дозволяє людині спілкуватися з людьми в двох різних місцях одночасно.
- *74 та 1174: швидкий набір, який дозволяє комусь швидко набирати будь-який із восьми часто телефонованих номерів за допомогою одноцифрового коду з будь-якого телефону на своїй лінії.
- *75 дозволяє в цілому 30 номерів швидкого виклику з двома цифрами.
- *77 активує службу відхилення анонімного дзвінка
- *82 та 1182: запускає блок ідентифікатора абонента за принципом "дзвінок за дзвінком"
- *87 деактивує послугу відхилення анонімного виклику

Примітка: У деяких областях чотиризначні числа не застосовуються. Коди з префіксом зірочки (*) призначені для використання на телефонах з тональним набором номера, тоді як чотиризначні числа з префіксом 11xx призначені для використання на телефонах з дисковим набором номера, де символ тонального набору * недоступний. Не всі країни NANP використовують однакові коди. Наприклад, номер телефону служби екстреної допомоги не завжди - 911: в Тринідаді і Тобаго і Домініці використовується 999, як в Сполученому Королівстві. Країна Барбадос використовує 211 - для поліції, 311 - для пожежі та 511 - для швидкої допомоги, тоді як Ямайка використовує 114 - для допомоги оператора, 119 - для поліції та 110 - для пожежної та швидкої допомоги. Незважаючи на те, що на ранньому етапі вона стала частиною всесвітньої телефонної системи, деякі коди NANP, такі як 911, були прийняті поза системою. Визначивши, що 911 потребує непотрібного часу обертання на телефонах з поворотним набором, Європейський Союз прийняв свій власний стандартизований номер 112, тоді як країни Азії та решта світу використовують різноманітні інші дво- або тризначні комбінації телефонних номерів екстрених служб. Код 112 набирає популярність через його запрограмовану присутність у мобільних телефонах, що відповідають європейському стандарту GSM. Європейський Союз та багато інших країн обрали Міжнародний союз телекомунікацій 00 своїм міжнародним номером доступу замість 011. Безкоштовний префікс 800 був широко поширений в інших місцях, у тому числі як міжнародний безкоштовний код країни. У багатьох країнах, де 0 - префікс з’єднувальної лінії йому часто передує 0, а не 1.

### Алфавітна мнемонічна система
Багато циферблатів на сучасних телефонах, що використовуються в зонах обслуговування NANP, підтримують традицію алфавітного набору. Зазвичай кожна кнопка від цифр 2 до 9 також відображає три літери, що стандартизовано в ISO 9995-8 та, в Європі, E.161. Історично букви Q і Z були пропущені, хоча деякі сучасні телефони містять їх. Пристрої, що підтримують SMS, мають усі 26 букв. Алфавіт розподіляється на кнопки наступним чином (табл. праворуч):
| Цифри | Літери |
| ----- | ------ |
| 2     | ABC    |
| 3     | DEF    |
| 4     | GHI    |
| 5     | JKL    |
| 6     | MNO    |
| 7     | PQRS   |
| 8     | TUV    |
| 9     | WXYZ   |

Зазвичай на клавіші 1 і 0 не відображаються літери, хоча деякі корпоративні системи голосової пошти використовують 1 для Q і Z, а деякі старі телефони присвоюють Z цифрі 0.
Спочатку ця схема використовувалася як мнемонічний пристрій для префіксів телефонних номерів. Коли телефонні номери в США були стандартизовані в середині ХХ століття до семи цифр, перші дві цифри префіксу обміну виражалися буквами, а не цифрами, використовуючи назву телефонної станції. До Другої світової війни у найбільших містах використовувалися три літери та чотири-п’ять цифр, тоді як у більшості міст із набором клієнтів телефонні номери мали лише шість цифр (2L-4N). Префікс - це ім’я, і набираються перші дві - три букви, зазвичай зображені великими літерами. Пізніше третю літеру, де вона була реалізована, замінили цифрою або додали додаткову цифру. Зазвичай це відбувалося після Другої світової війни, хоча Нью-Йорк був перетворений в 1930 році. Прийняття семизначних місцевих номерів (2L-5N) було обрано як вимога для прямого набору номера на відстані і поступово розгорталося з кінця 1940-х років. Відома мелодія Гленна Міллера PEnnsylvania 6-5000 відноситься до номера телефону PE6-5000, номер, який все ще працює в готелі Pennsylvania (212736-5000) у Нью-Йорку. Літерна система була поступово припинена, починаючи з 1965 р.,хоча в деяких місцях вона зберігалася і через десять років. Вона була включена у каталоги Bell of Pennsylvania до 1983 року. Навіть сьогодні деякі компанії все ще відображають номер 2L-5N у рекламних оголошеннях, наприклад, будівельна компанія "Belvedere" у Детройті, штат Мічиган, не тільки все ще використовує формат 2L-5N для свого номера (Тайлер 8-7100), він використовує формат для безкоштовного номера (1-800-TY8-7100).
Незважаючи на поступове припинення літерної системи, алфавітні телефонні слова залишаються комерційним мнемонічним трюком, особливо для безкоштовних номерів. Наприклад, можна зателефонувати за номером 1-800-FLOWERS, щоб замовити квіти, або за номером 1-800-DENTIST, щоб знайти місцевого стоматолога. Окрім комерційного використання, алфавітний набір іноді впливав на вибір регіональних кодів районів США. Наприклад, коли територія 423 (Східний Теннессі) була розділена в 1999 році, регіону навколо Ноксвілла було присвоєно код міста 865, вибране для позначення слова VOL (волонтери), прізвисько Теннессі (штат волонтерів), а також спортивних команд в Університеті Теннессі. Подібним чином туристично орієнтований Дейтона-Біч у Флориді вибрав код міста 386, який пише "ВЕСЕЛО". Інший приклад - код міста 859 у Кентуккі, "UKY", як знак для університету Кентуккі в Лексінгтоні, штат Кентуккі.
Кілька кодів регіонів Карибського басейну були обрані в якості абеткової абревіатури назви країни, які вказані в таблиці регіонів NANP.

## Послуги стільникового зв'язку
У Північноамериканському плані нумерації не передбачено спеціальні коди негеографічних зон виключно для стільникових телефонів. Тільки один регіональний виняток існує в коді 600 в Канаді. У багатьох інших національних планах нумерації поза NANP мобільним службам призначаються окремі префікси. Номери телефонів в NANP призначаються в межах кожного коду міста за допомогою спеціальних префіксів АТС, і за їх дзвінки стягується плата за тією ж ставкою, що і за будь-який інший дзвінок. Отже, модель ціноутворення «платить той, хто телефонує», прийнята в інших країнах, в якій дзвінки на мобільні телефони оплачуються за більш вищим загальнонаціональним тарифом, а вхідні мобільні дзвінки не стягуються з мобільного користувача. Замість цього з північноамериканських абонентів стільникового зв'язку зазвичай стягується плата за прийом дзвінків (абонент платить). Це не дозволяє мобільним користувачам публікувати свій номер телефону. Однак цінова конкуренція між операторами зв'язку знизила середню ціну хвилини розмови для контрактних клієнтів як для вхідних, так і для вихідних дзвінків. До першого десятиліття XXI-го століття більшість користувачів вибрали пакетні тарифні плани, які включали виділення хвилин, які, як очікується, будуть використовуватися в розрахунковому періоді, та більшість американських операторів зв'язку тепер пропонують безлімітні тарифні плани за цінами масового ринку.
Галузеві оглядачі говорять про відносно низький рівень поширення мобільних телефонів в Сполучених Штатах в порівнянні з європейською моделлю «абонент платить». У цій моделі плата стягується з абонента. Однак, дзвінки з-за меж регіону за вказаним номером оплачується як міжміський дзвінок, хоча внутрішні тарифи міжміського сполучення, як правило, нижчі, ніж тарифи в системах оплати абонентів. І навпаки, перевагою «платить той, хто телефонує»  є відносна відсутність телемаркетингу та небажаних дзвінків на мобільні номери. Інтегрований план нумерації також дозволяє переносити місцеві номери між фіксованими та бездротовими службами в межах регіону, дозволяючи користувачам переходити на мобільну послугу, зберігаючи при цьому свій номер телефону.
Початковий план накладення кодів міст дозволяв надавати окремі коди міст для використання мобільними пристроями, хоча вони як і раніше були призначені для певної географічної області і оплачувалися за тією ж ставкою, що і інші коди міст. Спочатку код міста Нью-Йорка 917 був спеціально призначений для цієї мети в районах; проте федеральний суд скасував практику використання коду міста для певної телефонної мети. Оскільки мобільна телефонія розширюється швидше, ніж використання стаціонарних телефонів, нові коди районів зазвичай мають непропорційно велику частку мобільних та кочових номерів, хоча стаціонарні та інші послуги швидко слідують, а портативність локальної мережі може стирати ці відмінності.
Досвід урагану "Катріна" та подібних подій виявив можливий недолік методів, що використовуються при географічному призначенні стільникових номерів. З багатьма користувачами мобільних телефонів не вдалося зв’язатися, навіть коли вони були далеко від уражених районів, оскільки маршрутизація дзвінків на їхні телефони залежала від обладнання у зоні ураження. Вони могли телефонувати, але не отримувати дзвінки.

## Оплата
Дзвінки між різними країнами та територіями NANP зазвичай не оплачуються за внутрішніми тарифами. Наприклад, більшість міжміських тарифів можуть стягувати з абонента з Каліфорнії вищу ставку за дзвінок до Британської Колумбії, ніж за дзвінок до Нью-Йорка, навіть якщо обидва пункти призначення перебувають у межах NANP. Так само дзвінки з Бермудських островів на номери США (включаючи 1-800 номерів, які зазвичай вважаються безкоштовними) передбачають міжнародні тарифи. Це пояснюється тим, що багато островних держав реалізували план субсидування вартості місцевих телефонних послуг шляхом встановлення більш високих цін на міжнародні, міжміські послуги. Через це шахраї скористалися незнанням клієнтів щодо структури ціноутворення, щоб телефонувати за старим регіональним кодом міста 809. Деякі аферисти спонукали клієнтів зі США та Канади здійснювати дорогі дзвінки в Карибський басейн, представляючи код міста 809 як звичайний внутрішній, недорогий або безкоштовний дзвінок. Розподіл 809 (який раніше охоплював усі пункти NANP Карибського басейну) на декілька нових кодів районів створив багато нових, незнайомих префіксів, які можна було помилково прийняти за внутрішні коди регіонів США чи Канади, але вони мали високі тарифи. У різних острівних країнах АТС, такі як +1-876-HOT-, +1-876-WET- або +1-876-SEX- (де 876-Ямайка), стали засобом обходу законів про захист прав споживачів, що регулюють код міста 900 або подібні преміальні номери на внутрішньому ринку США.
Ці види шахрайства скорочуються, і багато монополії на послуги кабельної і бездротового зв'язку відкриті для конкуренції, що призводить до зниження тарифів. Крім того, багато територій Карибського басейну створили місцеві урядові агентства для регулювання тарифів на телекомунікаційні послуги для провайдерів.

## Перенесення номерів
Закон про телекомунікації 1996 р. (47 U.S.C. § 251 (b) (2)) дозволяє Федеральній комісії зв'язку (FCC) вимагати від усіх місцевих операторів обміну (LEC) пропонувати перенесення місцевих номерів. Положення FCC були введені в дію 27 червня 1996 р. Зміни набули чинності у ста найбільших столичних статистичних районах до 1 жовтня 1997 р. та в інших місцях до 31 грудня 1998 р. 
Федеральна комісія зв'язку США (FCC) доручила Північноамериканській раді нумерації (NANC) обрати одного або кількох кандидатів приватного сектору для виконання функції адміністратора перенесення місцевого номера (LNPA), подібно до вибору адміністратора Північноамериканського плану нумерації (NANPA). 
Безкоштовні телефонні номери в NPA 800, 888, 877, 866, 855, 844 і 833 можна переносити через систему RespOrg з 1993 року. 

## Вигадані номери
Американські телепрограми та фільми часто використовують код 555, або KLamath 5 та KLondike 5 у старих фільмах та шоу, для вигаданих телефонних номерів, щоб запобігти бажанню телефонним абонентам набрати даний номер телефону.
Іноді дійсні телефонні номери використовуються як назви пісень. Хіт Motown 1962 року «BEechwood 4-5789» був написаний Марвіном Гей для Marvelettes, тоді як Вілсон Пікетт зі Stax/Volt Records ста соул-хітом у 1980-х роках з такою ж назвою «634-5789». Іншим прикладом є пісня 1981 року "867-5309/Дженні" Томмі Тутоне, яка є причиною великої кількості жартів. Не всі числа, що починаються з 555, є вигаданими. Наприклад, 555-1212 - це стандартний номер для довідникової служби. Лише від 555-0100 до 555-0199 зарезервовано для вигаданого використання. 